# オトガイ舌筋
オトガイ舌筋（おとがいぜっきん）は人間の筋肉の一つ。下顎骨から舌まで走る。

## 構造
オトガイ舌筋は、扇形の外舌筋の一つで、舌体の大部分を形作る。下顎骨オトガイ棘より起こり、舌骨および舌背に停止する。舌下神経に支配され、舌を前方および下方に動かす。

## 臨床的関連
特にレム睡眠中のオトガイ舌筋およびオトガイ舌骨筋の弛緩は閉塞性睡眠時無呼吸を引き起こす。
舌下神経の損傷は、舌を患側に傾かせる。

## 画像

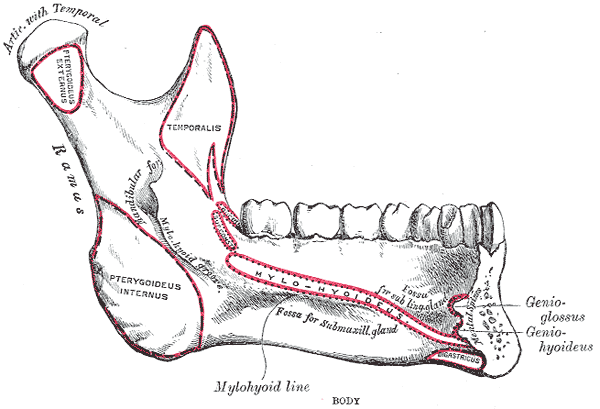
Mandible. Inner surface. Side view.
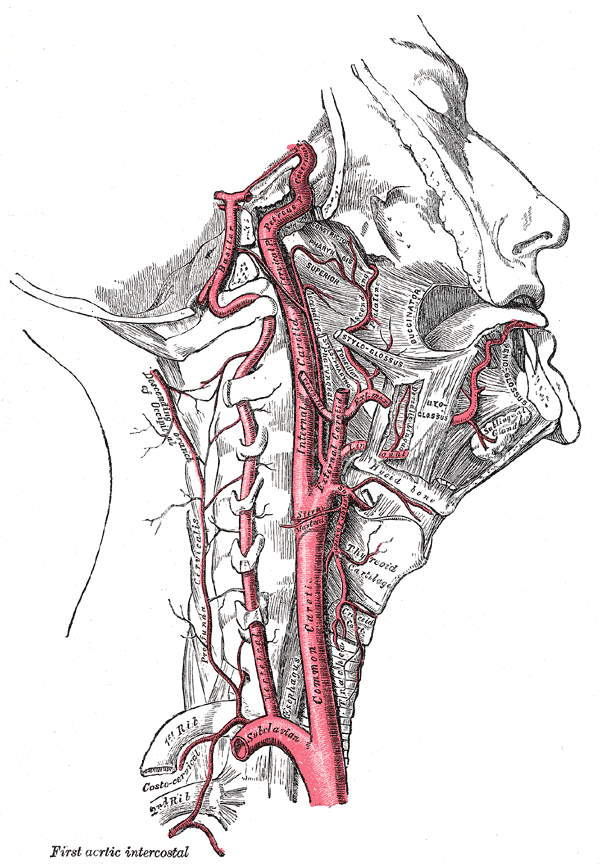
The internal carotid and vertebral arteries. Right side.
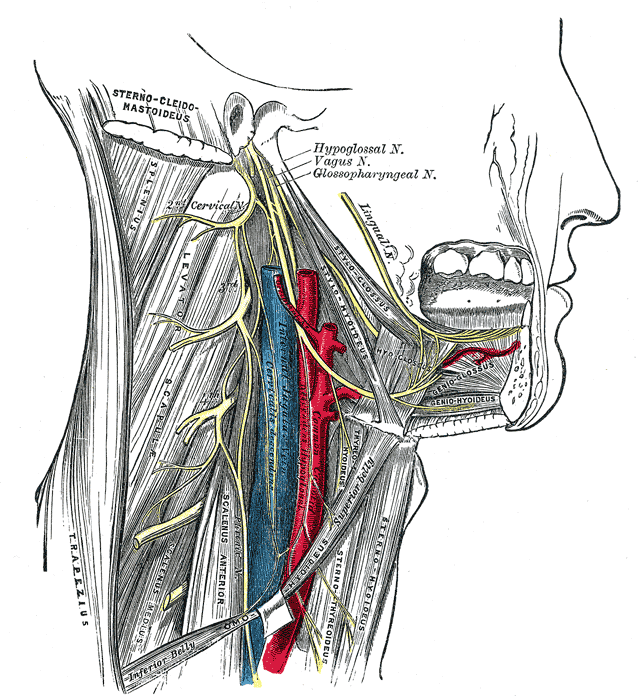
Hypoglossal nerve, cervical plexus, and their branches.
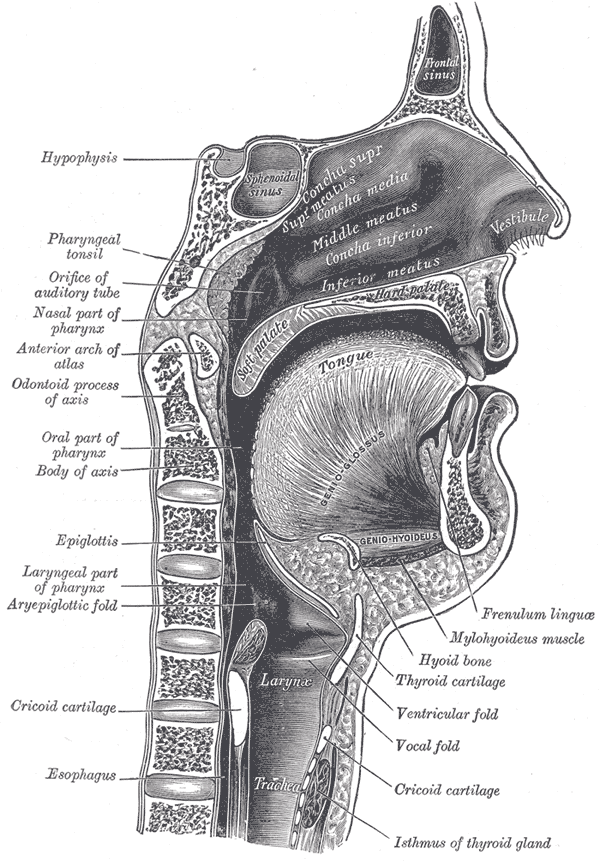
Sagittal section of nose, mouth, pharynx, and larynx.